# Justin Che
Justin Che (Richardson (Texas), 18 november 2003) is een Amerikaans-Duitse profvoetballer die februari 2025 op huurbasis voor Patro Eisden Maasmechelen uitkomt.

## Carrière

### Jeugd
Justin Che begon zijn carrière bij het Texaanse FC Dallas, en doorliep daar de hele jeugdopleiding.

### Begin
Op 2 oktober 2020 tekende Che zijn eerste contract en was met 16 jaar en 319 dagen de 7e jongste speler in de historie die een contract tekende voor de club. Hij tekende een 3 jarig contract met een optie voor nog een seizoen bij de club.

### North Texas SC
Zijn eerste jaar werd Che verhuurd aan stadsgenoot North Texas SC dat uitkomt in de USL1 het derde niveau van Amerika.
Che maakte zijn debuut op 26 juli 2020 in de 2-1 gewonnen wedstrijd tegen Forward Maddison. Che begon in de basis en gaf in de 59e minuut een assist op buitenspeler Ronaldo Damus hij speelde 16 wedstrijden.

### FC Bayern München II
In het seizoen 2020/21 werd Che nogmaals verhuurd, ditmaal aan het tweede team van het Duitse Bayern München II.
Hij maakte zijn debuut in de 2-2 gespeelde wedstrijd tegen FC Ingolstadt hij mocht in de 90ste minuut invallen voor Alexander Lungwitz Che speelde 8 wedstrijden voor de Duitsers.

### Dallas FC
Datzelfde seizoen kwam Che het halfjaar erna terug bij FC Dallas en maakte op 24 juli 2021 zijn debuut voor de club in de 2-0 verloren wedstrijd tegen LAFC Ché begon in de basis en speelde de volle 90 minuten. Hij speelde in totaal 15 wedstrijden voor de Texaanse club.

### TSG Hoffenheim
Che zijn derde uitleenperiode was opnieuw in Duitsland ditmaal aan het Duitse TSG Hoffenheim. Hij werd gehuurd voor 1,5 jaar.
In eerste instantie werd hij gehuurd voor het tweede team van de club, daar maakte hij zijn debuut op 13 februari 2022 in de met 2-1 verloren wedstrijd tegen SV Elversberg. 
Hij speelde dat seizoen ook voor het eerste team, op 19 maart 2022 maakte Che zijn debuut in de met 3-0 verloren wedstrijd tegen Hertha BSC hij viel in in de 77ste minuut.
Hij speelde twee wedstrijden in het eerste, en zes wedstrijden in het tweede team.
In het seizoen 2022/23 speelde Che 1 wedstrijd in het eerste van Hoffenheim, dat was in de met 3-1 verloren bekerwedstrijd tegen RB Leipzig hij viel in in de 79ste minuut. Voor het tweede elftal speelde Che 18 wedstrijden en scoorde daarin zijn eerste goal in het betaalde voetbal tegen SGV Freiberg.

### Brøndby IF
Op 14 juli 2023 verliet Che zijn jeugdclub voor een nieuw avontuur bij het Deense Brøndby IF. hij tekende een contract voor 3 jaar bij de Deense club.

### ADO Den Haag
Een maand na het tekenen bij zijn nieuwe club werd bekend dat Che verhuurd werd aan het Nederlandse ADO Den Haag. Vanaf februari 2025 verdedigt hij op huurbasis de paarswitte kleuren bij Patro Eisden Maasmechelen.
1 Geladé ·
3 Kis ·
4 Borry ·
5 Olivier ·
6 Dijkhuizen ·
7 Van Eenoo ·
8 Peeters ·
11 Dansoko ·
12 Belin ·
14 Renson  ·
17 Che ·
18 Kenne ·
20 Wilmots ·
26 Kempeneers ·
27 Vreys ·
29 Pietermaat ·
30 Bammens ·
37 Francisco ·
40 Simba ·
45 Ndior ·
48 Abid ·
52 Sarfo ·
81 Mabanza ·
90 Kiankaulua ·
99 Van Landschoot ·
Coach: Stijnen